# Taça Brasil de Futsal de 2012
A Taça Brasil de Futsal de 2012 foi a trigésima nona edição da copa brasileira da modalidade. Dez equipes participaram da competição, disputada em três fases.

## Equipes participantes[3]
| - Alto Santo - Minas - Esmac/Ananindeua - Cascavel - A.D. Tigre - Macaé/Botafogo - C.E.R. Atlântico - Concórdia/Umbro - Krona Futsal - ADC Intelli |

## Primeira fase

### Grupo E1
|   | Time             | Pts | J | V | E | D | GP | GC | SG | Cartões Amarelos | Cartões Vermelhos |
| - | ---------------- | --- | - | - | - | - | -- | -- | -- | ---------------- | ----------------- |
| 1 | A.D. Tigre       | 10  | 4 | 3 | 1 | 0 | 14 | 4  | 10 | 8                | 0                 |
| 2 | V&M Minas        | 8   | 4 | 2 | 2 | 0 | 8  | 4  | 4  | 4                | 0                 |
| 3 | Alto Santo EC    | 4   | 4 | 1 | 1 | 2 | 10 | 15 | -5 | 4                | 0                 |
| 4 | Concórdia/Umbro  | 3   | 4 | 1 | 0 | 3 | 10 | 12 | -2 | 8                | 0                 |
| 5 | Esmac/Ananindeua | 3   | 4 | 1 | 0 | 3 | 5  | 12 | -7 | 5                | 2                 |

### Grupo E2
|   | Time             | Pts | J | V | E | D | GP | GC | SG | Cartões Amarelos | Cartões Vermelhos |
| - | ---------------- | --- | - | - | - | - | -- | -- | -- | ---------------- | ----------------- |
| 1 | C.E.R. Atlântico | 10  | 4 | 3 | 1 | 0 | 12 | 6  | 6  | 5                | 0                 |
| 2 | Krona Futsal     | 8   | 4 | 2 | 2 | 0 | 11 | 7  | 4  | 4                | 0                 |
| 3 | Macaé/Botafogo   | 4   | 4 | 1 | 1 | 2 | 5  | 6  | -1 | 7                | 0                 |
| 4 | Cascavel         | 3   | 4 | 1 | 0 | 3 | 8  | 13 | -5 | 7                | 2                 |
| 5 | ADC Intelli      | 2   | 4 | 0 | 2 | 2 | 8  | 12 | -4 | 8                | 0                 |

## Fase eliminatória
|  | Semifinais       | Semifinais       | Semifinais   |              |           | Final     | Final | Final |  |
|  |                  |                  |              |              |           |           |       |       |  |
|  | C.E.R. Atlântico | C.E.R. Atlântico | 0            |              |           |           |       |       |  |
|  | C.E.R. Atlântico | C.E.R. Atlântico | 0            |              |           |           |       |       |  |
|  | V&M Minas        | V&M Minas        | 4            |              |           |           |       |       |  |
|  | V&M Minas        | V&M Minas        | 4            |              | V&M Minas | V&M Minas | 7     |       |  |
|  |                  |                  |              |              | V&M Minas | V&M Minas | 7     |       |  |
|  |                  |                  | Krona Futsal | Krona Futsal | 2         |           |       |       |  |
|  | A.D. Tigre       | A.D. Tigre       | Krona Futsal | Krona Futsal | 2         | 2         |       |       |  |
|  | A.D. Tigre       | A.D. Tigre       |              |              |           |           |       |       |  |
|  | Krona Futsal     | Krona Futsal     | 3            |              |           |           |       |       |  |

### Final
| 16 de dezembro | Krona Futsal                       | 2 – 7     | V&M Minas                                                            | Ginásio da Univille, Joinville |
| 12:00          | Ricardinho 9' · Vander Carioca 37' | Relatório | Dieguinho 2', 10', 32' · Diego Belem 9' · Wender 34', 38' · Caio 39' | Árbitro: Michel Jean Bonnaud   |

## Premiação

### Campeão
| Campeão da Taça Brasil de 2012 |
| Minas Gerais                   |
| ------------------------------ |
| V&M Minas (2º título)          |

### Fair Play
| Troféu Fair Play |
| ---------------- |
| V&M Minas        |

## Artilharia[2]
| Gols | Jogador        | Time             |
| ---- | -------------- | ---------------- |
| 6    | Dieguinho      | V&M Minas        |
| 5    | Frede          | Alto Santo EC    |
| 4    | Felipe         | Concórdia/Umbro  |
| 4    | Zico           | C.E.R. Atlântico |
| 4    | Elisandro      | Krona Futsal     |
| 4    | Lucas Teixeira | V&M Minas        |
| 4    | Wender         | V&M Minas        |
| 4    | Ricardinho     | Krona Futsal     |

## Classificação geral
| Pos | Times            | Pts | J | V | E | D | GP | GC | SG  | %  | Classificação ou rebaixamento                                       |
| --- | ---------------- | --- | - | - | - | - | -- | -- | --- | -- | ------------------------------------------------------------------- |
| 1   | V&M Minas        | 14  | 6 | 4 | 2 | 0 | 19 | 6  | +13 | 77 | Finalistas                                                          |
| 2   | Krona Futsal     | 11  | 6 | 3 | 2 | 1 | 16 | 16 | 0   | 61 | Finalistas                                                          |
| 3   | A.D. Tigre       | 10  | 5 | 3 | 1 | 1 | 16 | 7  | +9  | 66 | Eliminados nas semifinais                                           |
| 4   | C.E.R. Atlântico | 10  | 5 | 3 | 1 | 1 | 12 | 10 | +2  | 66 | Eliminados nas semifinais                                           |
| 5   | Macaé/Botafogo   | 4   | 4 | 1 | 1 | 2 | 5  | 6  | -1  | 33 |                                                                     |
| 6   | Alto Santo EC    | 4   | 4 | 1 | 1 | 2 | 10 | 15 | -5  | 33 |                                                                     |
| 7   | Concórdia/Umbro  | 3   | 4 | 1 | 0 | 3 | 10 | 12 | -2  | 25 |                                                                     |
| 8   | Cascavel         | 3   | 4 | 1 | 0 | 3 | 8  | 13 | -5  | 25 |                                                                     |
| 9   | Esmac/Ananindeua | 3   | 4 | 1 | 0 | 3 | 5  | 12 | –7  | 25 | Zona de rebaixamento à 1ª Divisão da Taça Brasil de Futsal de 20131 |
| 10  | ADC Intelli      | 2   | 4 | 0 | 2 | 2 | 8  | 12 | -4  | 16 | Zona de rebaixamento à 1ª Divisão da Taça Brasil de Futsal de 20131 |

1Rebaixamento das federações que possuem seus representantes escolhidos de acordo com seus campeonatos locais.